# Anello alta velocità
L'anello alta velocità, conosciuto anche come sopraelevata di Monza o catino di Monza, è una parte del circuito da gara sulla quale (del tutto o parzialmente) si è disputato il Gran premio d'Italia dal 1922 al 1938 e di nuovo dal 1955 al 1956 e dal 1960 al 1961.
Il circuito è conosciuto in tutto il mondo perché è stato uno dei primi anelli di alta velocità costruiti appositamente per permettere lo svolgimento di corse automobilistiche. Attualmente non è più possibile percorrere completamente il tracciato a bordo di un'automobile, ma viene ancora utilizzato per lo svolgimento di alcune manifestazioni sportive.

## Caratteristiche tecniche
L'anello alta velocità dell'Autodromo Nazionale Monza, conosciuto anche come “il catino di Monza” a causa della sua forma a bordi esterni in rilievo rispetto a quelli interni, è un circuito ovale composto da due curve semicircolari con raggio di 320 metri unite da due rettilinei paralleli di 857 metri ciascuno.

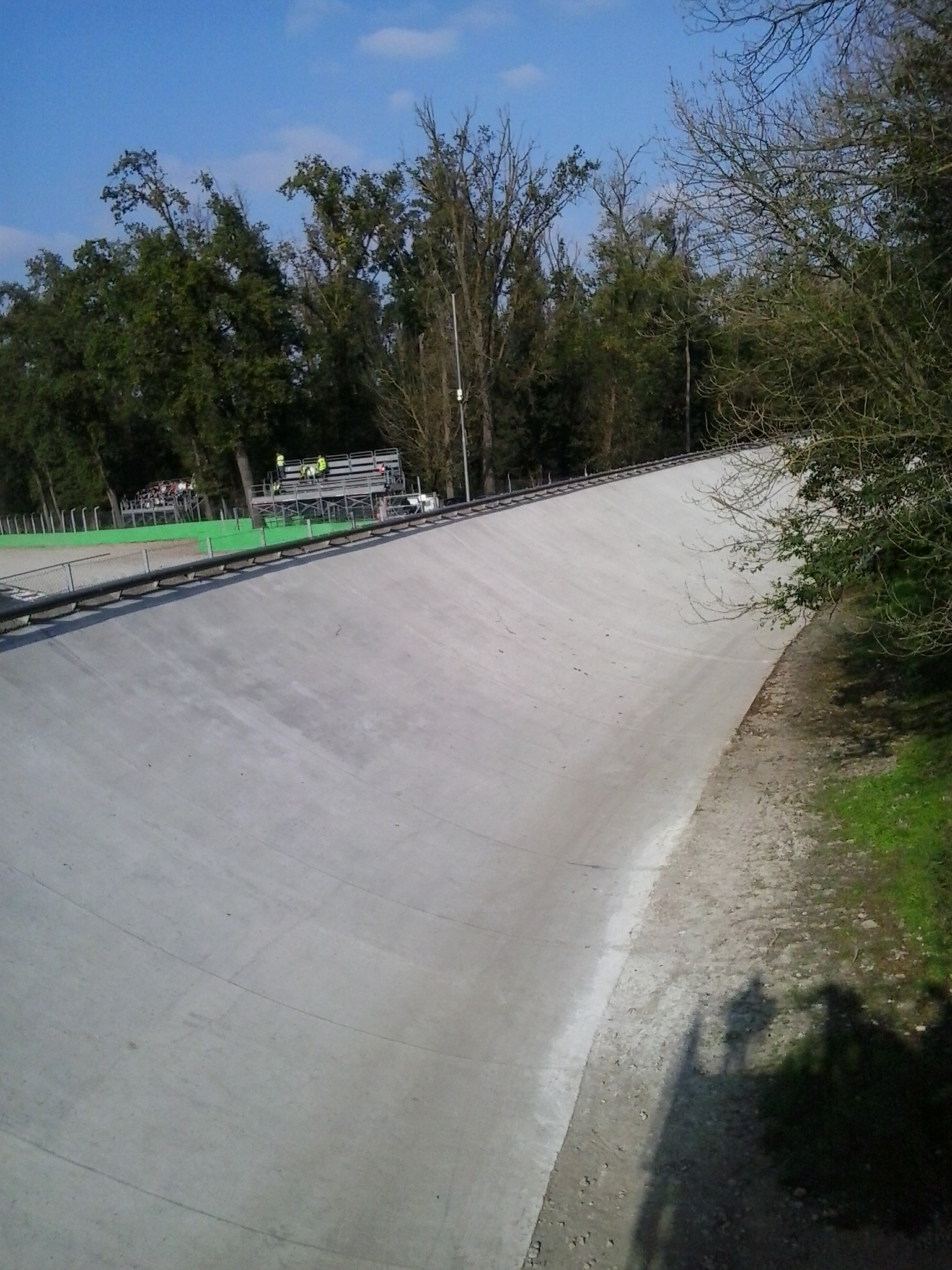
La parte di sopraelevata visibile dalle tribune odierne in Prima Variante.

La lunghezza totale del tracciato è di 4250 metri e la pendenza laterale arriva fino all'80% (circa 38° e 40') sulle due sopraelevate. L'inclinazione serviva a ridurre l'azione della forza centrifuga sulle vetture,  permettendo ai piloti di percorrere anche le due curve a oltre 300 Km/h. Infatti all'epoca non erano ancora nate le attuali tecniche aerodinamiche che permettono, attraverso l'indirizzamento dei flussi d'aria, il generarsi della deportanza e lo sfruttamento dell'effetto suolo. L'unico metodo per mantenere le vetture stabili senza diminuire la velocità di percorrenza era costruire piste con grandi inclinazioni.
Il tracciato era stato costruito per volere dei responsabili del progetto appositamente per poter abbattere i record di velocità fino ad allora stabiliti e per permettere ai costruttori di provare nuove soluzioni per migliorare le prestazioni delle loro automobili. Un altro obiettivo che si poneva il gruppo di ingegneri era quello di uniformare i regolamenti tra Europa e America “copiando” la forma e la struttura degli ovali statunitensi, come ad esempio quello di Indianapolis.  Per la prima volta in Europa fu introdotto inoltre un sistema di guard-rail di contenimento ai bordi della pista (pratica già in uso oltreoceano). Questa tecnica, data la sua efficacia, fu poi applicata anche a tutte le strade e autostrade italiane.
Il manto stradale è costituito da una colata di cemento rinforzata con un'armatura di ferro. La larghezza della sede stradale è di circa 12 metri e il dislivello tra il punto più alto e il punto più basso della pista causato dall'inclinazione è di circa 5 metri.
Il problema principale di questo tipo di circuiti era la sicurezza per i piloti, per il personale della direzione gara e per il pubblico. Già nella pista precedentemente costruita nel 1922 e poi in parte demolita per far spazio all'anello si erano verificati molti incidenti, anche mortali, e questo costituì una sfida per gli ingegneri brianzoli che però riuscirono a trovare un compromesso tra prestazioni delle vetture e sicurezza.
Per fare ciò i progettisti Antonio Berti e Aldo Di Renzo si proposero di disegnare un tracciato che presentasse ai piloti condizioni di marcia omogenee evitando cambi di marcia e l'utilizzo dei freni per ottenere velocità elevatissime e contemporaneamente diminuire il pericolo. In pratica i piloti, alla guida delle loro vetture, acceleravano all'inizio della gara ed inserivano le marce che scalavano solo al termine della gara, quando per ritornare dai rispettivi team, rallentavano la loro velocità e procedevano verso la zona adibita a pit-lane.

## Finalità

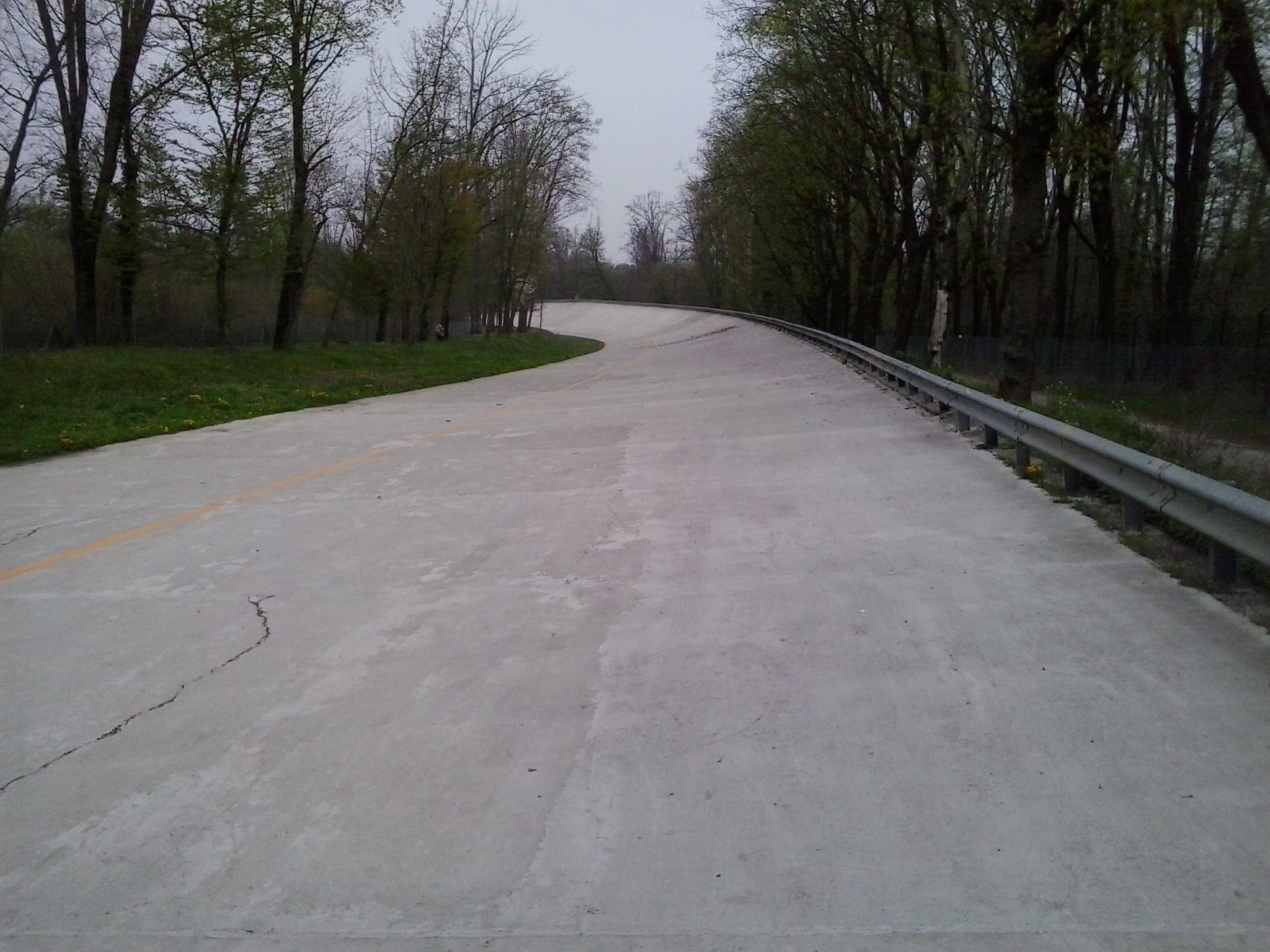
La parte finale del rettilineo e il raccordo con la sopraelevata nord oggi.

L'anello ad alta velocità nacque come un “autodromo per lo spettacolo”: vi erano poche curve ma con inclinazioni elevatissime per permettere di raggiungere altissime velocità in modo tale da dare spettacolo a chi avesse assistito alla gara. Una parte molto importante, che fu studiata per la prima volta al mondo durante la costruzione dell'autodromo, è il raccordo tra rettilineo e curve. Infatti bisognava costruire un punto di passaggio in cui le pendenze aumentassero gradualmente senza però rischiare di far perdere alle vetture l'aderenza necessaria per rimanere in pista.
Un altro motivo che spinse i progettisti a realizzare una pista dove si potessero raggiungere velocità molto elevate fu la necessità di circuiti di prova per le case automobilistiche locali. Fino a pochi anni prima bastava uscire dalle città per trovare lunghe strade non trafficate dove valutare le prestazioni dei prodotti prima della vendita, ma l'esigenza di ampliare il mercato sempre in più Stati rese obbligatoria per i produttori la ricerca di nuovi luoghi per testare i limiti delle automobili.
L'anello ad alta velocità nasce per cercare di riprodurre le condizioni del tracciato stradale più estreme portando le vetture alle velocità più elevate possibili e permettendo ai piloti di fermare le vetture quando ritengono di aver acquisito sufficienti dati; infatti era possibile percorrere tutto il “catino” senza togliere il piede dall'acceleratore e si poteva ripetere la prova fino a quando non si fossero raggiunti gli obiettivi prefissati. Il tracciato era diviso in settori al cui interno veniva valutata una caratteristica diversa della macchina in questione. Telecamere e sensori posizionati lungo tutto il perimetro permettevano di rilevare grandi quantità di dati utili allo sviluppo della vettura.

## Storia

### La nascita dell'autodromo

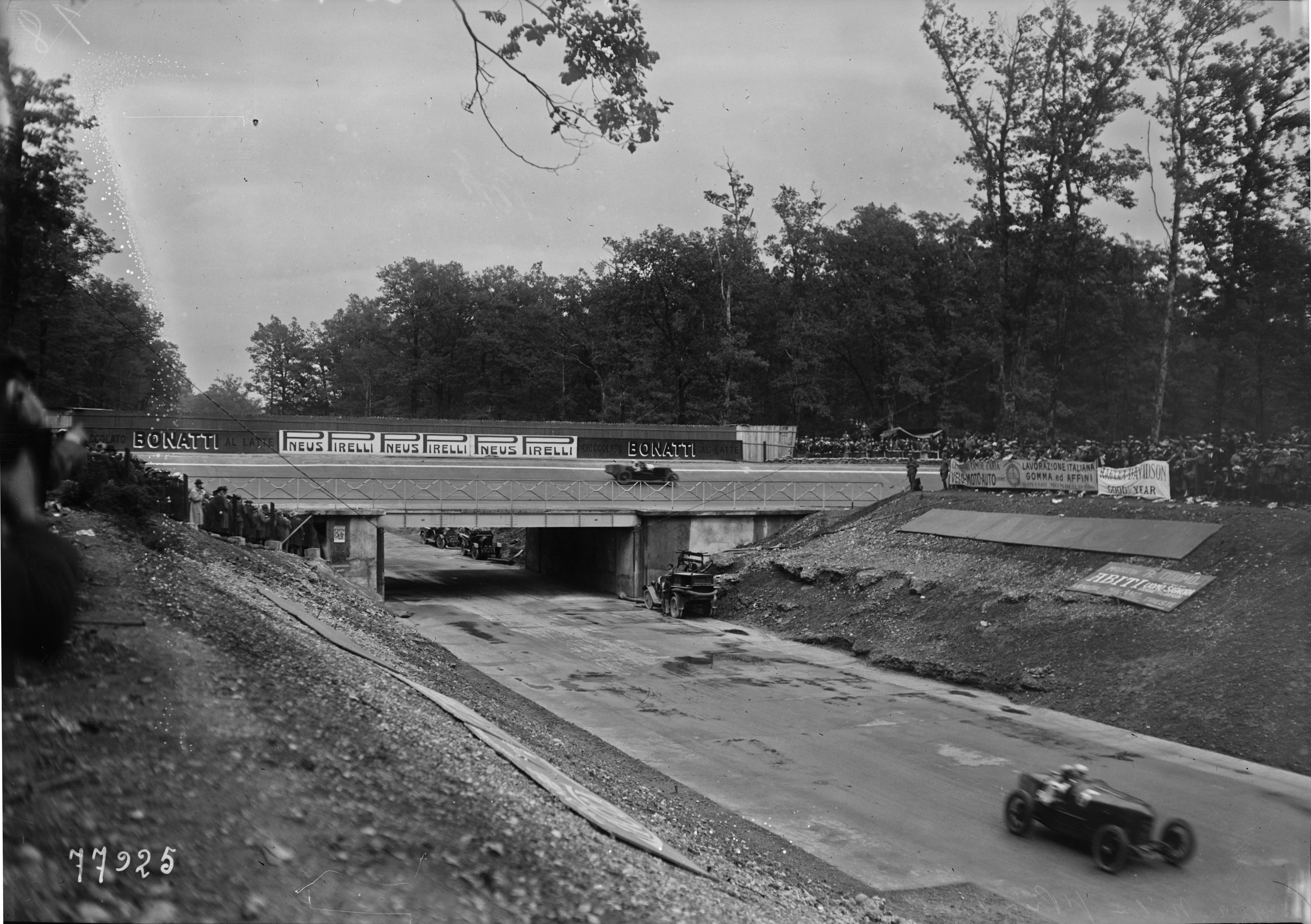
Vetture che disputano il GP d'Italia del 1922: una si trova sulla sopraelevata mentre l'altra sta percorrendo il circuito stradale.

L'anello alta velocità era già previsto dal progetto originale dell'Autodromo di Monza dell'architetto Alfredo Rosselli: il progetto infatti prevedeva la costruzione di due piste ovali, l'una affiancata all'altra, per una lunghezza totale di 14 Km e un costo preventivato di 6 milioni di lire. La prima pista sarebbe stata quella stradale mentre la seconda l'anello alta velocità.
La prima pietra fu posta alla fine di febbraio da Vincenzo Lancia e Felice Nazzaro, ma subito insorsero le prime perplessità di carattere ambientale e la sospensione dei lavori in seguito all'intervento del sottosegretario alla Pubblica Istruzione per motivi di valore artistico e di conservazione del paesaggio.

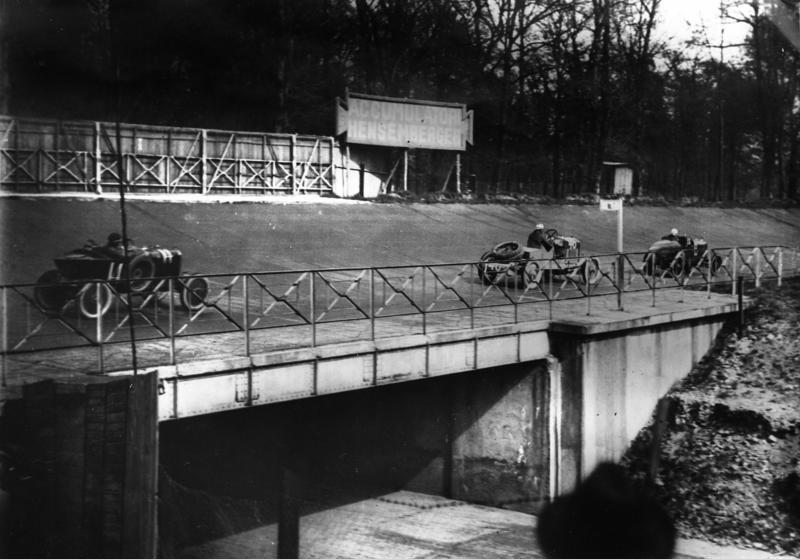
Vetture sull'anello nel 1925.

Per permettere comunque la costruzione dell'autodromo si decise di ridurre a 10 km la lunghezza totale del tracciato e occupare in totale un'area di 340 ettari.
Il 15 marzo 1922 iniziarono definitivamente i lavori a cui parteciparono più di 3500 operai e 300 mezzi. La pista fu completata in 110 giorni e fu collaudata il 28 luglio dello stesso anno da Pietro Bordino e Felice Nazzaro a bordo di una Fiat 570. Il circuito completo era costituito dalla pista stradale lunga 5,5 Km e dall'anello alta velocità lungo 4,5 Km. Il primo anello alta velocità era composto da due curve sopraelevate di circa 2,6 metri congiunte da due rettilinei lunghi circa un chilometro e le velocità massime raggiunte erano di circa 180 km/h.
La giornata piovosa del 3 settembre 1922 segnò l'inaugurazione definitiva dell'impianto brianzolo con lo svolgimento del “Gran Premio Vetturette” vinto da Pietro Bordino a bordo della sua Fiat 501 modello corsa. Successivamente sulla pista di Monza iniziarono a disputarsi anche le prime gare motociclistiche. Nel frattempo in tutta Europa nacquero nuovi autodromi dove si disputavano le altre gare del campionato europeo che nel suo calendario prevedeva il Gran Premio d'Italia.
Nel 1933 ci fu un grave incidente durante il Gran Premio dove persero la vita Giuseppe Campari, Baconin Borzacchini e Stanislao Czaykowski. Questa tragedia causò la chiusura definitiva del tracciato che fu sostituito con una sola pista stradale di 6,3 Km costruita nel 1939. L'anello alta velocità veniva ancora utilizzato per la disputa delle gare, ma la percorrenza delle vetture era prevista solo sulla sopraelevata sud e sul raccordo al Circuito Florio (dal nome dell'architetto che progettò questo nuovo layout). A causa di queste modifiche le velocità si ridussero notevolmente e le automobili tedesche iniziarono a primeggiare nelle competizioni. Furono realizzate numerose strutture sia per il pubblico che per il supporto dei team in competizione: fu costruita una tribuna d'onore con più di 2000 posti dotata di un ristorante, una pit-building composta da 30 box e una torretta per i cronometristi.
La seconda guerra mondiale fermò tutte le attività di carattere sportivo dell'autodromo a favore di attività burocratiche come il luogo in cui venivano conservate le pratiche del Pubblico Registro Automobilistico. Alla fine della guerra nel 1945 solo pochi edifici rimasero ancora agibili e per tre anni l'autodromo restò chiuso per delle ristrutturazioni.
Nel 1950 nacque il campionato di Formula 1 e il primo Gran Premio d'Italia, valido per la lotta al titolo mondiale, si disputò sul tracciato stradale, con le curve finali pavimentate in porfido, e fu vinto da Nino Farina. Nel 1955 fu costruito l'attuale anello alta velocità che nel tempo divenne il simbolo dell'Autodromo nazionale di Monza.

### La nuova sopraelevata

Vetture sulla sopraelevata nel 1955.

Nel 1955, su ordine dell'allora direttore dell'autodromo Giuseppe Bacciagaluppi, in tutta l'area si realizzarono opere di ammodernamento e si ricostruì la pista lunga 10 km che, come nel progetto del 1922, proponeva un tracciato stradale collegato all'anello alta velocità. Fu realizzato un circuito ovale con due sopraelevate dalle pendenze elevatissime (tra il 13% dei rettilinei e l'80% delle curve). La nuova pista alta velocità misurava 4250 metri ed era costruita su una struttura di cemento armato e non su un terrapieno come la precedente e avrebbe consentito ai piloti di raggiungere i 280 Km/h. Furono poste ai bordi dell'anello 7 torrette dalle quali veniva esposta la classifica per permettere agli spettatori di essere sempre informati sull'andamento della gara.
In quel periodo la popolazione monzese, che 25 anni prima era scettica a riguardo della costruzione dell'autodromo, contribuì attivamente allo svolgimento delle operazioni fornendo mano d'opera e portando del cibo agli operai. I lavori terminarono nell'agosto 1955 proponendo il settore nord praticamente invariato mentre il settore sud era stato arretrato per permettere al pubblico e agli addetti ai lavori di transitare liberamente anche dall'ingresso del parco di Mirabello.
L'11 settembre 1955, nonostante l'incidente che costò la vita a circa 80 persone a Le Mans alcune settimane prima, il nuovo tracciato alta velocità fu inaugurato con la disputa del Gran Premio d'Italia che vide vincitore Juan Manuel Fangio con la sua Mercedes W196 e fu caratterizzato da una grande affluenza di pubblico (circa 150.000 spettatori).
L'anno successivo sulla griglia di partenza si schierarono 25 vetture e, a differenza dell'anno precedente, si presentarono anche i team inglesi. Il vincitore fu Stirling Moss a bordo della sua Maserati, seguito da Peter Collins e Juan Manuel Fangio in terza piazza. Alla fine del Gran Premio però i piloti annunciarono che non avrebbero più corso nel “catino di Monza” a causa delle sollecitazioni dovute alla disconnessione del tracciato che mettevano alla prova anche la resistenza dello sterzo e delle sospensioni. Nonostante questo, il periodo d'oro dell'anello era appena iniziato.

### Il periodo d'oro
Nel 1957 l'ingegner Bacciagaluppi, presidente dell'ACI Club Milano, invitò a Monza il direttore di gara americano Duane Carter e insieme diedero vita alla prima edizione della 500 miglia di Monza che fu poi soprannominata “Race of two Worlds” perché portava lo spirito motoristico americano in Europa.
In seguito alla prima edizione a cui non presero parte team e piloti europei, nel 1958 Ferrari e Maserati iniziarono a costruire delle vetture appositamente per disputare la 500 miglia anche se alcuni piloti decisero comunque di non partecipare.
Nel 1959 sull'anello alta velocità si disputò la gara per l'assegnazione della “Coppa Sant'Ambroeus” per la categoria turismo.
Nel 1960 anche il Gran Premio d'Italia tornò sul tracciato di 10 Km che comprendeva la pista stradale e l'anello alta velocità, ma ancora i team inglesi disertarono l'appuntamento. Nello stesso anno si disputò anche il trofeo Alberto Ascari, una gara di 12 ore per vetture di categoria touring.
L'anno seguente sull'anello si disputò una nuova edizione del Trofeo Ascari e un raduno di automobili Porsche. Quello stesso anno la griglia di partenza del Gran Premio d'Italia contava 32 vetture e fu vinto da Phil Hill.

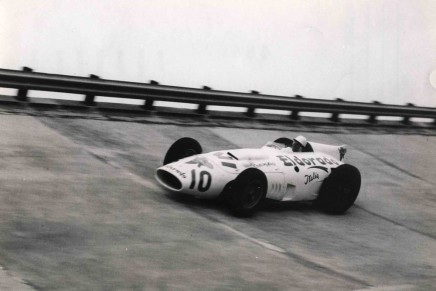
Stirling Moss con la sua Maserati sulla sopraelevata nel 1958.

 Tuttavia il GP del 1961 entrò a far parte della storia a causa dell'incidente che vide coinvolta la Ferrari del tedesco Wolfgang von Trips che uscì di strada e finì sul pubblico uccidendo 13 spettatori oltre al pilota. Quell'edizione fu l'ultima disputata dalla Formula 1 sull'anello alta velocità e per alcuni anni si svolsero sull'anello solo le corse minori e le prove per abbattere i record.
La prima corsa che si disputò sull'anello in seguito al disastroso incidente di alcuni anni prima fu il Trofeo Bettoja per vetture di classe sport nel 1964.
L'anno successivo la sopraelevata di Monza tornò al centro delle cronache mondiali con la disputa della 1000 Km di Monza, una gara dal carattere endurance valida per il Campionato Europeo Turismo. In quella prima edizione la Ferrari dominò tutta la corsa e vinse nella classifica generale e in quella relativa alla propria categoria, la Sport-Prototipi. I partecipanti al via furono 34.
Nel 1966 la 1000 Km di Monza entrò a far parte del campionato internazionale marche e la gara si disputò sotto la pioggia, ma, nonostante questo, oltre 25 000 spettatori popolarono il tracciato. Anche nella seconda edizione la Ferrari restò al comando della corsa che risultò molto selettiva: delle 40 vetture schierate alla partenza solo 19 riuscirono a classificarsi.
Anche nel 1967 si assistette alla vittoria della Ferrari anche se questa volta dopo una corsa più travagliata.
Nel 1968 a causa dell'assenza della Ferrari si assistette ad uno scontro fra Ford e Porsche che si risolse a favore delle americane. Quella del 1968 fu l'unica edizione vinta dalla casa americana.
L'ultima edizione della 1000 Km di Monza che si svolse sull'anello alta velocità fu quella del 1969, vinta dalla Porsche nonostante le numerose soste ai box. Le vetture tedesche riuscirono a sdoppiarsi guadagnando secondi su secondi nei confronti degli avversari nell'ultima mezz'ora di gara. Tutte le Ferrari furono costrette al ritiro a causa degli pneumatici che non sopportarono le sollecitazioni a cui venivano sottoposti sulla sopraelevata; via libera quindi alle Porsche che si classificarono meritatamente sui gradini più alti del podio. 
A causa del cambiamento dei regolamenti tecnici per le vetture, dall'anno seguente si decise di non disputare più la corsa sulla pista da 10 Km ma solo sulla pista stradale e non sull'anello alta velocità.
Per circa trent'anni la pista ad alta velocità cadde in uno stato di abbandono. Nel frattempo nacque la pista attuale con l'utilizzo delle nuove tecnologie, e solo nel 1978 nuove vetture tornarono a correre tra le curve della sopraelevata.

### Dal 1969 ad oggi
A partire dal 1970 tutte le competizioni, sia quelle automobilistiche sia quelle motociclistiche, si disputarono solamente sul circuito stradale e l'anello alta velocità cadde di nuovo in un periodo di abbandono durante il quale la sopraelevata fu utilizzata solamente per tentare di abbattere alcuni record di velocità e per poche altre manifestazioni.

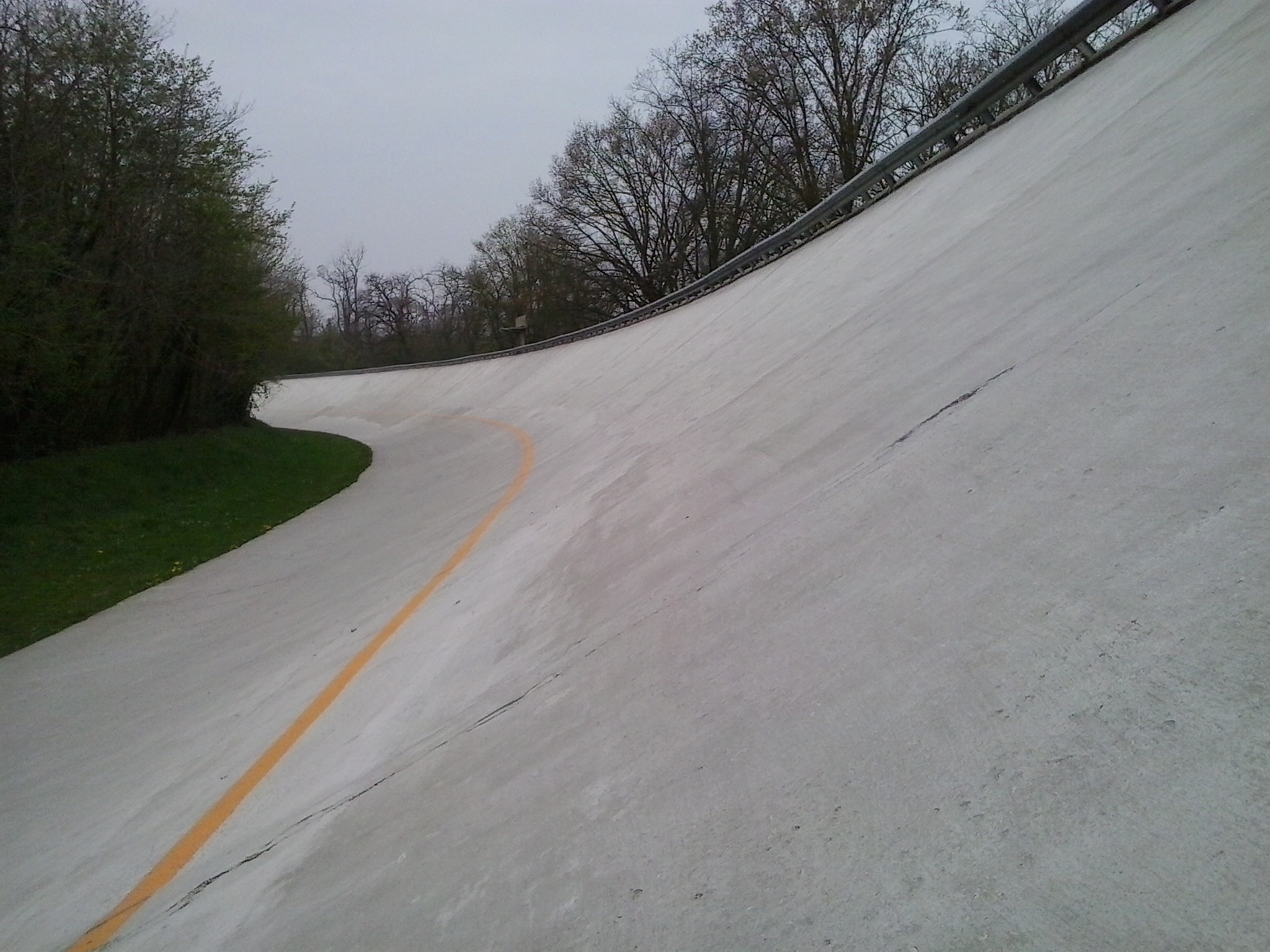
La Curva Nord oggi. È possibile notare l'elevata pendenza della pista.

Dal 1978, ogni anno sulla sopraelevata si disputa una prova speciale valida per la classifica del rally di Monza e vengono organizzate delle parate storiche in occasione della Coppa Intereuropa Storica dove le vetture iscritte alle gare percorrono alcuni giri lungo l'anello alta velocità.
Durante la settimana precedente al Gran Premio d'Italia, l'autodromo organizza delle esibizioni sull'anello. Recentemente Lewis Hamilton e Stirling Moss hanno percorso alcuni giri sull'anello alta velocità a bordo di una Mercedes W196 e di una Mercedes 300 SLR.
Nel 2002 una petizione firmata da numerose associazioni ambientaliste proponeva l'abbattimento della sopraelevata per restituire al parco di Monza circa 140 ettari. Per scongiurare il rischio dell'abbattimento fu istituito nello stesso anno da Luciano del Ben un comitato per la conservazione e la valorizzazione della sopraelevata. Il comitato proponeva un progetto che prevedeva la ristrutturazione della sopraelevata per renderla non più una pista percorribile ma un “luogo di culto” per gli appassionati del motorsport. Molti personaggi del mondo delle corse firmarono la contro petizione da presentare ai comuni di Milano e Monza tra i quali Alessandro Zanardi, Phil Hill, Jack Brabham, Stirling Moss, John Watson, Jos Verstappen, Emanuele Pirro e Harvey Postelthwaite.
L'abbattimento della sopraelevata avrebbe distrutto l'ultimo elemento dell'autodromo testimone della storia passata dal momento che le due torrette che affiancavano il podio furono abbattute l'anno precedente per lasciar posto alla nuova pit-building.
La questione fu risollevata nel 2013, ma a quel punto, grazie a un accordo siglato nel 2007 tra autodromo e comune di Monza, si decise di conservare la sopraelevata per renderla un punto di interesse per turisti in visita all'autodromo nelle manifestazioni sportive.
Alla fine del 2014 su tutta la sopraelevata fu steso un nuovo strato di cemento e tutta la struttura venne rinforzata e messa in sicurezza. La sopraelevata è considerata ora parte integrante del nuovo museo della velocità inaugurato presso l'autodromo nel giugno 2015.Nel 2024 il presidente dell'Automobile club d'Italia, Angelo Sticchi Damiani, ha dichiarato di voler rendere la sopraelevata nuovamente parte integrante del circuito.

## Il modello per altre piste
Dopo il successo che Monza ebbe con la sua sopraelevata, molti altri circuiti in tutto il mondo, seguendo il modello brianzolo, costruirono autodromi con caratteristiche simili per ottenere lo stesso successo fra spettatori e piloti.

### Le piste nei parchi
Il tracciato più famoso costruito all'interno di un parco è quello di Melbourne, costruito al centro di Albert Park, dove si disputa ogni anno il Gran Premio di Australia. Come a Monza, all'interno del parco si coniugano strutture sportive e aree verdi. Altri autodromi sorti all'interno di grandi parchi sono quello di Zandvoort e il Nürburgring.

### Ovali di alta velocità

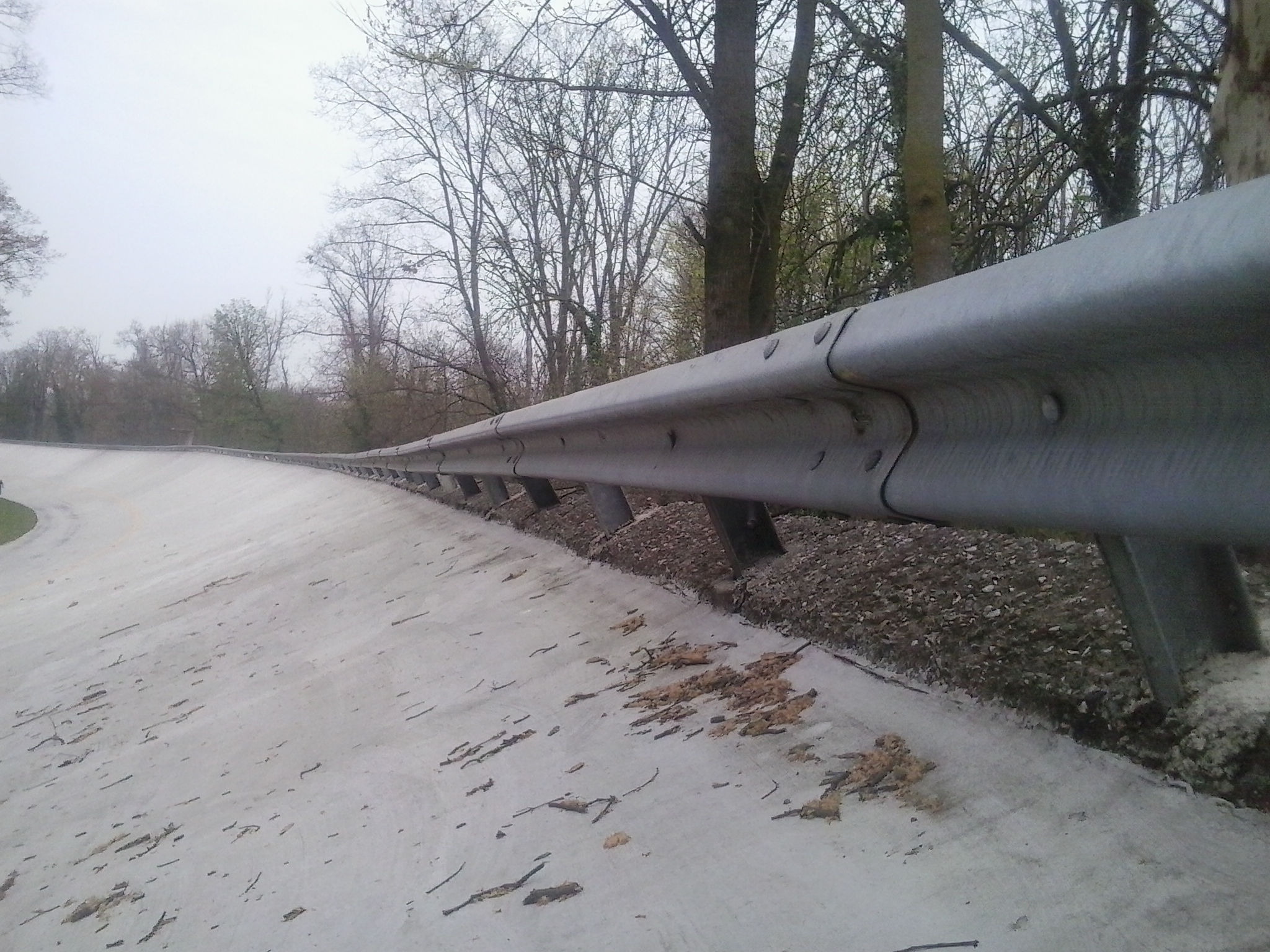
Ancora oggi il guad-rail è posto sul bordo superiore della sopraelevata.

L'anello ad alta velocità fu uno dei primi ovali per corse automobilistiche a cui era aggiunto un circuito stradale (road course). In tutto il mondo in seguito nacquero piste secondo il modello di Monza. Le più famose sono Daytona in Florida e il Lausitzring in Germania.
A Nardò nel 1975 fu costruito un anello ad alta velocità lungo 12 km per permettere alle case automobilistiche italiane di valutare le prestazioni delle proprie automobili dopo che l'anello ad alta velocità di Monza venne dismesso.

### Il guard-rail
Una delle innovazioni principali che per la prima volta fu sperimentata a Monza sull'anello ad alta velocità è stato il guard-rail: una barriera di materiale metallico studiata per contenere i veicoli all'interno della strada in seguito a uno sbandamento. In seguito si decise di utilizzare questa tecnologia anche sulle strade pubbliche per ridurre il numero di incidenti mortali.

### Il manto drenante
Sull'anello ad alta velocità fu anche sviluppato il manto drenante, una particolare miscela di asfalti che permette di allontanare l'acqua dallo strato superficiale direttamente a contatto con le ruote delle vetture, diminuendo così la possibilità di perdita di aderenza.

## L'anello sul grande schermo e sui simulatori

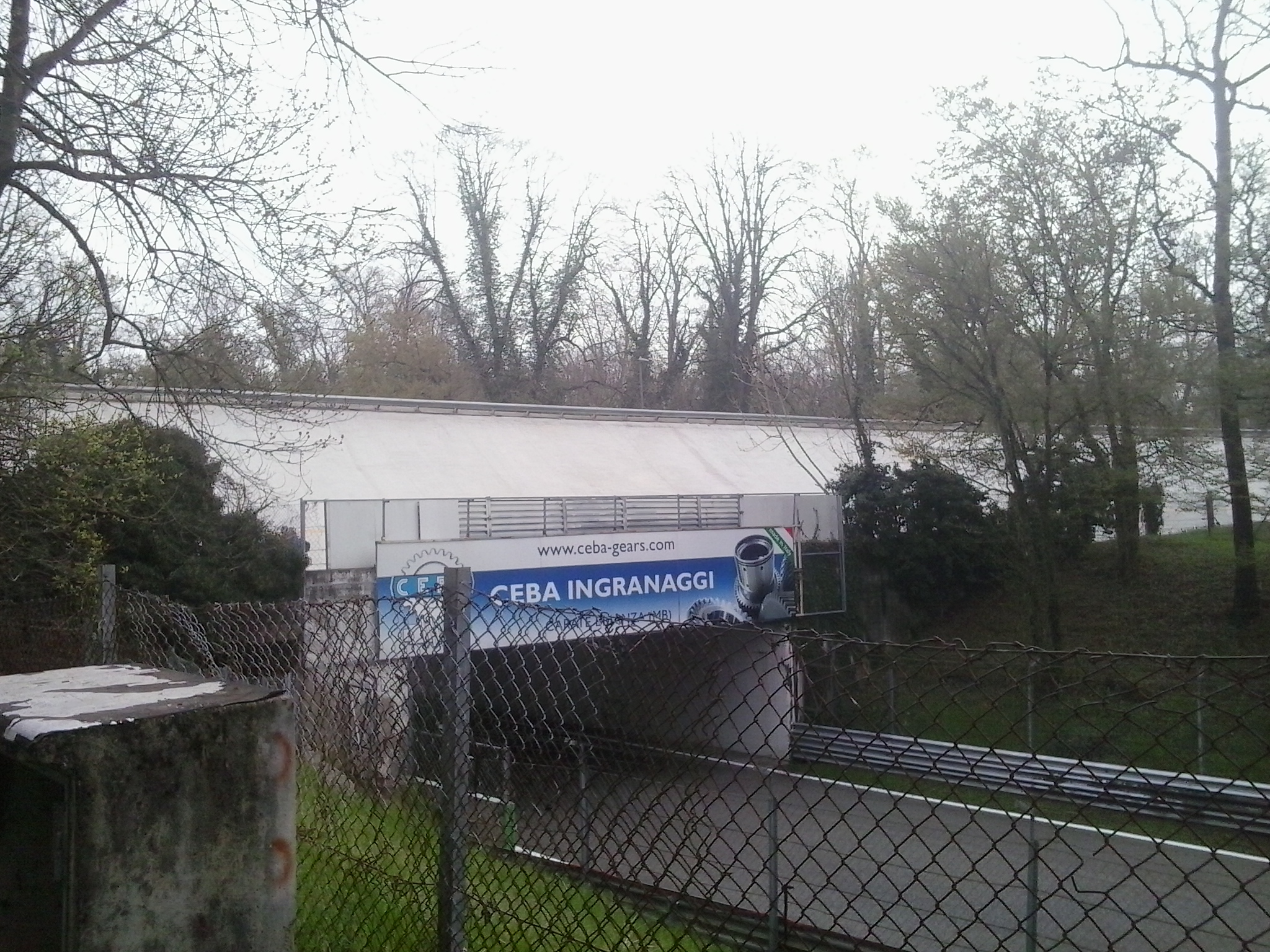
L'anello passa al di sopra del rettilineo della pista attuale che congiunge la curva del Serraglio alla Variante Ascari.

L'anello alta velocità fu utilizzato nel 1966 dal regista John Frankenheimer per girare numerose scene del film “Grand Prix”. La pellicola fu girata montando delle telecamere su vere vetture da Formula 1, guidate dai rispettivi piloti. Questa procedura allora rappresentava una vera e propria sperimentazione che aprì la strada all'utilizzo di tecniche d'avanguardia. In particolare sulla sopraelevata fu girata una scena d'azione dove un pilota, perdendo il controllo della sua vettura, usciva dalla pista ribaltandosi. Il film vinse tre premi Oscar e ricevette alcune nomination per i Golden Globe. Nel film “Veloce come il vento”, uscito nelle sale nell'aprile 2016, alcune scene hanno come sfondo la sopraelevata di Monza che fa da contorno alla vicenda che racconta del motorsport italiano.
Nonostante la sopraelevata non sia più percorribile completamente, alcuni giochi di simulazione, come ad esempio rFactor, rFactor 2 e Assetto Corsa propongono la possibilità di percorrere con vetture storiche o attuali tutta la vecchia pista: sia quella stradale sia la sopraelevata. Altri giochi come, Race Room e F1, benché non permettano una guida virtuale nel “catino di Monza”, includono una scansione del panorama circostante al tracciato attuale, comprendendo la pista storica. Scorci dell'anello alta velocità sono visibili anche attraverso giochi di simulazione disponibili per smartphone come Real Racing 3.

## Albo d'oro
Vengono di seguito riportati i risultati di tutte le gare disputate sull'anello alta velocità o su parte di esso.

### Gran Premio d'Italia
| Data              | Gara                      | Vincitore                         | Vettura            | Velocità media | Lunghezza del tracciato |
| ----------------- | ------------------------- | --------------------------------- | ------------------ | -------------- | ----------------------- |
| 10 settembre 1922 | Gran Premio d'Italia 1922 | Pietro Bordino                    | Fiat 804           | 139,855 km/h   | 10 km                   |
| 9 settembre 1923  | Gran Premio d'Italia 1923 | Carlo Salamano                    | Fiat 805           | 146,502 km/h   | 10 km                   |
| 19 settembre 1924 | Gran Premio d'Italia 1924 | Antonio Ascari                    | Alfa Romeo P2      | 158.896 km/h   | 10 km                   |
| 6 settembre 1925  | Gran Premio d'Italia 1925 | Gastone Brilli Peri               | Alfa Romeo P2      | 152,596 km/h   | 10 km                   |
| 5 settembre 1926  | Gran Premio d'Italia 1926 | Louis Charavel                    | Bugatti 39         | 138,204 km/h   | 10 km                   |
| 4 settembre 1927  | Gran Premio di Milano     | Pietro Bordino                    | Fiat 806           | 152,2 km/h     | 10 km                   |
| 4 settembre 1927  | Gran Premio d'Italia 1927 | Robert Benoist                    | Delage             | 144,298 km/h   | 10 km                   |
| 9 settembre 1928  | Gran Premio d'Italia 1928 | Louis Chiron                      | Bugatti 35C        | 159,898 km/h   | 10 km                   |
| 15 settembre 1929 | Gran Premio di Monza      | Achille Varzi                     | Alfa Romeo P2      | 187.737 km/h   | 4,5 km                  |
| 7 settembre 1930  | Gran Premio di Monza      | Achille Varzi                     | Maserati 26M       | 150,445 km/h   | 6,861 km                |
| 24 maggio 1931    | Gran Premio d'Italia 1931 | Giuseppe Campari / Tazio Nuvolari | Alfa Romeo "Monza" | 155,775 km/h   | 10 km                   |
| 6 settembre 1931  | Gran Premio di Monza      | Luigi Fagioli                     | Maserati 8C-2800   | 155,5 km/h     | 6,861 km                |
| 5 giugno 1932     | Gran Premio d'Italia 1932 | Tazio Nuvolari                    | Alfa Romeo P3      | 167,521 km/h   | 10 km                   |
| 10 settembre 1933 | Gran Premio d'Italia 1933 | Luigi Fagioli                     | Alfa Romeo P3      | 174,740 km/h   | 10 km                   |
| 10 settembre 1933 | Gran Premio di Monza      | Marcel Lehoux                     | Bugatti T51        | 177,5 km/h     | 4,5 km                  |
| 9 settembre 1934  | Gran Premio d'Italia 1934 | Luigi Fagioli / Rudolf Caracciola | Mercedes-Benz W25  | 105,175 km/h   | 4,310 km                |
| 8 settembre 1935  | Gran Premio d'Italia 1935 | Hans Stuck                        | Auto Union B       | 137,080 km/h   | 6,890 km                |
| 13 settembre 1936 | Gran Premio d'Italia 1936 | Bernd Rosemeyer                   | Auto Union C       | 135,352 km/h   | 6,890 km                |
| 11 settembre 1938 | Gran Premio di Monza      | Emilio Villoresi                  | Alfa Romeo 158     | 147,5 km/h     | 6,993 km                |
| 11 settembre 1938 | Gran Premio d'Italia 1938 | Tazio Nuvolari                    | Auto Union D       | 155,726 km/h   | 6,993 km                |
| 11 settembre 1955 | Gran Premio d'Italia 1955 | Juan Manuel Fangio                | Mercedes-Benz W196 | 206,791 km/h   | 10 km                   |
| 2 settembre 1956  | Gran Premio d'Italia 1956 | Stirling Moss                     | Maserati 250 F     | 208,787 km/h   | 10 km                   |
| 4 settembre 1960  | Gran Premio d'Italia 1960 | Phil Hill                         | Ferrari 256        | 212,534 km/h   | 10 km                   |
| 10 settembre 1961 | Gran Premio d'Italia 1961 | Phil Hill                         | Ferrari 156 F1     | 209,387 km/h   | 10 km                   |

### Gran premio delle Nazioni
| Data              | Classe | Vincitore            | Moto            | Velocità media | Lunghezza del tracciato |
| ----------------- | ------ | -------------------- | --------------- | -------------- | ----------------------- |
| 8 settembre 1922  | 350    | Ernesto Gnesa        | Garelli         | 101,098 km/h   | 10 km                   |
| 8 settembre 1922  | 500    | Virginio Fieschi     | Douglas         | 100,775 km/h   | 10 km                   |
| 8 settembre 1922  | 1000   | Amedeo Ruggeri       | Harley Davidson | 104,323 km/h   | 10 km                   |
| 8 settembre 1923  | 350    | Ernesto Gnesa        | AJS             | 107,706 km/h   | 10 km                   |
| 8 settembre 1923  | 500    | Renè Gillard         | Peugeot         | 120,431 km/h   | 10 km                   |
| 7 settembre 1924  | 250    | Maurice van Geert    | Rush            | 101,041 km/h   | 10 km                   |
| 7 settembre 1924  | 350    | Jimmy Simpson        | AJS             | 113,665 km/h   | 10 km                   |
| 7 settembre 1924  | 500    | Guido Mentasti       | Moto Guzzi      | 130,647 km/h   | 10 km                   |
| 13 settembre 1925 | 125    | Mario Cavedagna      | G.D.            | 89,820 km/h    | 10 km                   |
| 13 settembre 1925 | 175    | Mario Vega           | Maffeis         | 90,207 km/h    | 10 km                   |
| 13 settembre 1925 | 250    | Jock Porter          | New Gerrad      | 112,725 km/h   | 10 km                   |
| 13 settembre 1925 | 350    | Tazio Nuvolari       | Bianchi         | 123,098 km/h   | 10 km                   |
| 13 settembre 1925 | 500    | Gino Revelli         | G.R. -Jap       | 112,147 km/h   | 10 km                   |
| 19 settembre 1926 | 125    | Carlo Baschieri      | G.D.            | 104,147 km/h   | 10 km                   |
| 19 settembre 1926 | 175    | Vitale Zacchetti     | Miller          | 105,088 km/h   | 10 km                   |
| 19 settembre 1926 | 250    | Ugo Prini            | Moto Guzzi      | 126,392 km/h   | 10 km                   |
| 19 settembre 1926 | 350    | Tazio Nuvolari       | Bianchi         | 129,091 km/h   | 10 km                   |
| 19 settembre 1926 | 500    | Achille varzi        | Sunbeam         | 135,275 km/h   | 10 km                   |
| 19 settembre 1927 | 125    | Alfonso Morini       | M.M             | 144,298 km/h   | 10 km                   |
| 19 settembre 1927 | 175    | Tonino Benelli       | Benelli         | 109,399 km/h   | 10 km                   |
| 19 settembre 1927 | 250    | Ugo Prini            | Moto Guzzi      | 127,500 km/h   | 10 km                   |
| 19 settembre 1927 | 350    | Tazio Nuvolari       | Bianchi         | 135,499 km/h   | 10 km                   |
| 19 settembre 1927 | 500    | Luigi Arcangeli      | Sunbeam         | 136,973 km/h   | 10 km                   |
| 30 settembre 1928 | 125    | Arduino del Monte    | M.M             | 104,989 km/h   | 10 km                   |
| 30 settembre 1928 | 175    | Arthur Geiss         | D.K.            | 115,340 km/h   | 10 km                   |
| 30 settembre 1928 | 250    | Mario Ghersi         | Moto Guzzi      | 127,343 km/h   | 10 km                   |
| 30 settembre 1928 | 350    | Tazio Nuvolari       | Bianchi         | 130,335 km/h   | 10 km                   |
| 30 settembre 1928 | 500    | Giuseppe Franconi    | Sunbeam         | 129,171 km/h   | 10 km                   |
| 22 settembre 1929 | 125    | Giovanni Landi       | Moto Morini     | 98,882 km/h    | 10 km                   |
| 22 settembre 1929 | 175    | Carlo Baschieri      | Benelli         | 110,788 km/h   | 10 km                   |
| 22 settembre 1929 | 250    | Egidio Truzzi        | Moto Guzzi      | 123,409 km/h   | 10 km                   |
| 22 settembre 1929 | 350    | Amilcare Moretti     | Bianchi         | 127,752 km/h   | 10 km                   |
| 22 settembre 1929 | 500    | Achille varzi        | Sunbeam         | 137,696 km/h   | 10 km                   |
| 14 giugno 1930    | 175    | Tonino Benelli       | Benelli         | 112,542 km/h   | 6,861 km                |
| 14 giugno 1930    | 250    | Egidio Truzzi        | Moto Guzzi      | 120,902 km/h   | 6,861 km                |
| 14 giugno 1930    | 350    | Mario Barsanti       | Motosacoche     | 126,382 km/h   | 6,861 km                |
| 14 giugno 1930    | 500    | Tom Bullus           | N.S.U.          | 138,703 km/h   | 6,861 km                |
| 24 aprile 1931    | 175    | Tonino Benelli       | Benelli         | 174,740 km/h   | 6,681 km                |
| 24 aprile 1931    | 250    | Riccardo Brusi       | Moto Guzzi      | 111,225 km/h   | 6,681 km                |
| 24 aprile 1931    | 350    | Guido Landi          | Velocette       | 120,255 km/h   | 6,681 km                |
| 24 aprile 1931    | 500    | Freddie Hicks        | AJS             | 123,245 km/h   | 6,681 km                |
| 27 settembre 1936 | 250    | Giordano Aldrighetti | Moto Guzzi      | 148,539 km/h   | 10 km                   |
| 27 settembre 1936 | 350    | Ragnara Sunqvist     | Husqvarna       | 142,632 km/h   | 10 km                   |
| 27 settembre 1936 | 500    | Omobono Tenni        | Moto Guzzi      | 163,606 km/h   | 10 km                   |
| 12 settembre 1937 | 250    | Nello Paganini       | Moto Guzzi      | 143,578 km/h   | 10 km                   |
| 12 settembre 1937 | 350    | Ted Mellors          | Velocette       | 142,790 km/h   | 10 km                   |
| 12 settembre 1937 | 500    | Giordano Aldrighetti | Gilera          | 169,029 km/h   | 10 km                   |
| 24 settembre 1938 | 250    | Emilio Soprani       | Benelli         | 140,127 km/h   | 7 km                    |
| 24 settembre 1938 | 350    | Ted Mellors          | Velocette       | 138,585 km/h   | 7 km                    |
| 24 settembre 1938 | 500    | Georg Meier          | BMW             | 157,1369 km/h  | 7 km                    |

### 1000 Km di Monza
| Data           | categoria     | Equipaggio                          | Vettura           | Velocità media | Lunghezza del tracciato |
| -------------- | ------------- | ----------------------------------- | ----------------- | -------------- | ----------------------- |
| 25 aprile 1965 | II-GT 2000    | Pon Ben / Rob Slotemaker            | Porsche 904       | 184,983 km/h   | 10 km                   |
| 25 aprile 1965 | III-GT > 2000 | Bob Bondurant / Allen Grant         | Shelby Cobra      | 180,295 km/h   | 10 km                   |
| 25 aprile 1965 | Tr-SP         | Mike Parkers / Jean Guichet         | Ferrari 275 P2    | 202,611 km/h   | 10 km                   |
| 25 aprile 1966 | II-S 2000     | Andrea De Adamich / Teodoro Zoccoli | Alfa Romeo TZ2    | 152,433 km/h   | 10 km                   |
| 25 aprile 1966 | III S > 2000  | Masten Gregory / John Whitmore      | Ford GT 40        | 163,959 km/h   | 10 km                   |
| 25 aprile 1966 | Tr-SP 2000    | Gerhard Mitter / Hans Herrmann      | Porsche Carrera 6 | 161,235 km/h   | 10 km                   |
| 25 aprile 1966 | Tr-SP > 2000  | John Surtees / Mike Parkers         | Ferrari 330 P2    | 165,939 km/h   | 10 km                   |
| 25 aprile 1967 | II-S 2000     | Udo Schütz / Jochen Neerpasch       | Porsche Carrera 6 | 180,984 km/h   | 10 km                   |
| 25 aprile 1967 | III-S > 2000  | Jo Schlesser / Guy Ligier           | Ford GT 40        | 185,488 km/h   | 10 km                   |
| 25 aprile 1967 | Tr-SP 2000    | Gerhard Mitter / Jochen Rndt        | Porsche 910       | 188,200 km/h   | 10 km                   |
| 25 aprile 1967 | Tr-SP > 2000  | Lorenzo Bandini / Chris Amon        | Ferrari 330 P4    | 196,934 km/h   | 10 km                   |
| 25 aprile 1968 | S 5000        | David Hobbs / Paul Hawkins          | Ford GT 40        | 190,332 km/h   | 10 km                   |
| 25 aprile 1968 | Cup GT        | Dieter Glemser / Helmut kelleners   | Porsche 911 S     | 167,729 km/h   | 10 km                   |
| 25 aprile 1969 | SP 3000       | Jo Siffert / Brian Redman           | Porsche 908       | 206,342 km/h   | 10 km                   |
| 25 aprile 1969 | Cup GT        | Dieter Fröhlich / Jürgen Neuhaus    | Porsche 911 T     | 168,907 km/h   | 10 km                   |